# Tanjung Pinang
Tanjung Pinang è una città dell'Indonesia capitale della provincia delle Isole Riau.
La città si trova sull'isola di Bintan.

## Amministrazione
Tanjung Pinang è una città con lo status di reggenza. È suddivisa in 4 kecamatan:
- Tanjungpinang Barat
- Tanjungpinang Kota
- Bukit Bestari
- Tanjungpinang Timur